# Abu Andar, Held von Damaskus
Abu Andar, Held von Damaskus ist ein 1952 veröffentlichter US-amerikanischer Spielfilm.  Obgleich der Film direkten Bezug auf die Belagerung von Damaskus im Jahr 635 während der Islamischen Expansion und den Heerführer Chālid ibn al-Walīd nimmt, hat er keinerlei historische Authentizität.

## Handlung
Vorwort: Seit Jahrhunderten ist das alte Persien ein einziges Schlachtfeld mächtiger Armeen und ihrer Heerführer, die versuchen die reichen Städte zu erobern. Im Jahr 634 n. Chr. ist es „Khalid der Eiserne“, dessen Streitkräfte das Land überfluten, und nur die Mauern von Damaskus stehen noch zwischen ihm und seinem endgültigen Sieg.
Khalid belagert die Stadt Damaskus, die unter Herrschaft des muslimischen Sultan Raudah steht. Da die Belagerung keine Fortschritte macht, kommt es zum Streit mit seinem General Andar, der eine andere Kriegsstrategie wählt. Die Belagerten beschließen, dass es sinnvoll ist, mit Andar zu verhandeln und dafür Prinzessin Zafir und Scheherazade zu schicken, auch um Andar zu bezirzen. Damaskus kapituliert und ergibt sich, doch Khalid will ein Exempel statuieren, um möglichen Widerstand zu brechen. Er befiehlt Andar zu verhaften, der jedoch entkommen kann. Gemeinsam mit Aladin und Sindbad flieht er aus der Stadt, wo sie in die Hände von Ali Baba und seiner vierzig Räuber fallen. Dort trifft Andar auf seine Bekannte Nila, die von den Räubern gefangen gehalten wird. Andar verhandelt mit Ali Baba und bietet ihm an, mit ihm zusammen gegen Khalid zu kämpfen, woraufhin Ali Baba alle freilässt. In Damaskus will Andar versuchen, vom Schmied Ben Dschamal hochwertigen Damaszener Stahl zu erlangen, um daraus Waffen zu schmieden. Khalid heiratet die Prinzessin Zafir, zu der Andar Kontakt aufnimmt und Geld für Waffen besorgt. Es gelingt, ein Regiment von Khalids Männern durch eine List in Ali Babas leere Höhle zu locken und dort einzusperren. Daraufhin will Khalid Prinzessin Zafir, ihren Vater Raudah und Scheherazade öffentlich hinrichten lassen. Andar und seine Helfer haben sich in die Stadt geschlichen und rufen die Bevölkerung zum Aufstand auf. Es kommt zum Kampf, bei dem Nila durch einen Pfeil von Khalid stirbt. Andar und er stellen sich im Duell, das Andar für sich entscheidet. Andar und Zafir verlieben sich.

## Kritik
Das Lexikon des internationalen Films beurteilt den Film als „[n]aives Märchenabenteuer, vor allem für jüngere Zuschauer gedacht.“
Der US-amerikanische Autor und Rassismusforscher Jack Shaheen listete den Film in seiner kritischen Film-Enzyklopädie Reel Bad Arabs - How Hollywood vilifies a people auf und attestiert dem Film die Verwendung stereotyper, unterschwellig rassistischer Darstellungen von Arabern.

## Vermeintliche Historizität
Auch wenn der Film durch die Nennung des Jahres 634 n. Chr., der Stadt Damaskus und des Namens Chālid ibn al-Walīd eine gewisse Historizität suggeriert, ist dies mitnichten der Fall. Die gesamte Filmhandlung ist frei erfunden und hat keinerlei Bezüge zu den realen Ereignissen. Bedeutende grundlegende Unterschiede zur realen Belagerung von Damaskus sind:
- Die Belagerung von Damaskus fand nicht 634, sondern ein Jahr später statt.
- Damaskus gehörte nicht zum persischen Sassaniden-Reich und wurde nicht von Muslimen, sondern vom christlichen Byzantinischen Reich beherrscht.
- Chālid ibn al-Walīd war kein Herrscher, sondern ein Heerführer im Dienste des zweiten muslimischen Kalifen ʿUmar ibn al-Chattāb.
- Chālid ibn al-Walīds Spitzname war nicht der Eiserne, sondern Schwert Allahs (Saif Allah).
- Die Fußtruppen von Khalids Armee erinnern vom Aussehen ihrer Rüstungen an europäische Ritter, tatsächlich bestand das muslimische Heer aus leichten, nicht gepanzerten Fußtruppen.

Daneben werden auch fiktionale Legenden-Charaktere eingeführt, darunter Aladin, Sindbad, Scheherazade und Ali Baba.